# جلمة (عفرين)
جلمة (بالكردية: Celemê‏) هي قرية سوريّة تتبع إداريّاً لمحافظة حلب منطقة عفرين ناحية جنديرس، بلغ تعداد سكانها 4,139 نسمة حسب التعداد السكاني لعام 2004.